# L'histoire de Boulik
Albums de Patof
Amikwan – Koi koi ayaho
(1974) 22 grands succès de Patof
(1975)
Singles
1. Une vie de chien / Je n'aime pas les chats
Sortie : 1974

L'histoire de Boulik est un album de contes et de chansons de Boulik, commercialisé en 1974.
Il s'agit du treizième album de la série Patof, il porte le numéro de catalogue PA 39309 (C 1077/8).
Le chien Boulik est un personnage de la série télévisée québécoise pour enfants Patofville. Il s'agit d'une marionnette animée par Roger Giguère, qui lui prête également sa voix.

## Titres
| 1. | Une vie de chien     | Gilbert Chénier, Daniel Valois | 3:35 |
| 2. | L'histoire de Boulik | Jean Morin                     | 8:24 |

| 3. | L'histoire de Boulik (suite) | Jean Morin                     | 9:45 |
| 4. | Je n'aime pas les chats      | Gilbert Chénier, Daniel Valois | 3:52 |

## Crédits
- Arr. Orch. : Christian Simard
- Promotion : Jean-Pierre Lecours
- Ingénieur : Pete Tessier
- Studio de son Québec
- Photo : Gilles Brousseau